# Snow volleyball
Snow volleyball, snowvolley – sportowa gra zespołowa, odmiana siatkówki rozgrywana na śniegu.

## Zasady
Snow volleyball jest odmianą siatkówki, wywodzi się z siatkówki plażowej, z której zaczerpnięto wymiary boiska i rodzaj piłki. Mecze rozgrywa się do trzech wygranych setów, każdy do jedenastu punktów.

## Historia
Po raz pierwszy grę w siatkówkę na śniegu zrealizowano w 2008 w austriackiej gminie Wagrain, które wkrótce potem stało się głównym ośrodkiem rozwoju tej dyscypliny. Dzięki pozytywnemu odbiorowi wśród publiczności zorganizowana została pierwsza cykliczna impreza snow volleyball. W 2011 Austriacka Federacja Siatkówki zaakceptowała dyscyplinę jako oficjalną odmianę, a rok później odbyła się pierwsza edycja cyklu Snow Volleyball Tour, którego gospodarzami były także Niemcy, Szwajcaria, Włochy i Czechy. W 2015 Europejska Konfederacja Piłki Siatkowej zaakceptowała dyscyplinę. W 2016 po raz pierwszy odbył się największy cykl pod nazwą CEV Snow Volleyball European Tour. Międzynarodowa Federacja Piłki Siatkowej planuje w 2019 pierwsze mistrzostwa świata, a rok później turniej podczas igrzysk młodzieży. Docelowo federacja planuje przeforsować włączenie dyscypliny do programu zimowych igrzysk olimpijskich od 2022 lub 2026.